# Chersodromia neocurtipennis
Chersodromia neocurtipennis är en tvåvingeart som beskrevs av Beschovski 1974. Chersodromia neocurtipennis ingår i släktet Chersodromia och familjen puckeldansflugor. Inga underarter finns listade i Catalogue of Life.